# Le Sequestre

Le Séquestre este o comună în departamentul Tarn din sudul Franței. În 2009 avea o populație de 1.556 de locuitori.

## Evoluția populației
| An        | 1975 | 1982 | 1990 | 1999  | 2006  | 2009  |
| --------- | ---- | ---- | ---- | ----- | ----- | ----- |
| Populație | 697  | 622  | 925  | 1.336 | 1.571 | 1.556 |